# Anomis punctulata
Anomis punctulata är en fjärilsart som beskrevs av Holland 1894. Anomis punctulata ingår i släktet Anomis och familjen nattflyn. Inga underarter finns listade i Catalogue of Life.